# Элеполис
Элеполис или гелеполис (греч. ελέπολις) — осадная башня, построенная Эпимахом из Афин для Деметрия I Полиоркета при осаде Родоса. В основании башни была квадратная решётка из брусьев площадью 484 м². Башня имела высоту около 45 метров и состояла из 9 этажей. Площадь последнего этажа составляла 84 м². Для защиты от поджога вражескими снарядами башня была обшита железными листами.
В движение башня приводилась при помощи кабестана и 3400 человек, часть людей толкали башню сзади. Башня могла передвигаться во всех направлениях. Вес конструкции составлял около 150 тонн.
Вооружением башни были катапульты, метавшие снаряды разной массы. На первом этаже располагались 3 катапульты, 2 из которых метали снаряды весом до 80 килограммов, и одна катапульта, метавшая 27-килограммовые камни. На втором этаже стояли три 27-килограммовые катапульты. На следующих 5 этажах стояли по две 14-килограммовые катапульты. На двух верхних этажах стояли стрелковые орудия (оксибелы). Подъёмного моста на башне не было.
Гелеполис обстреливал крепостные стены огромным количеством снарядов. После этого тараны и другие орудия разрушали стены. Тем не менее, башня не помогла Деметрию взять город, его войско отступило, оставив все свои осадные орудия, из которых жители города отлили огромную статую Колосса Родосского.